# Rotfingerhut-Blütenspanner

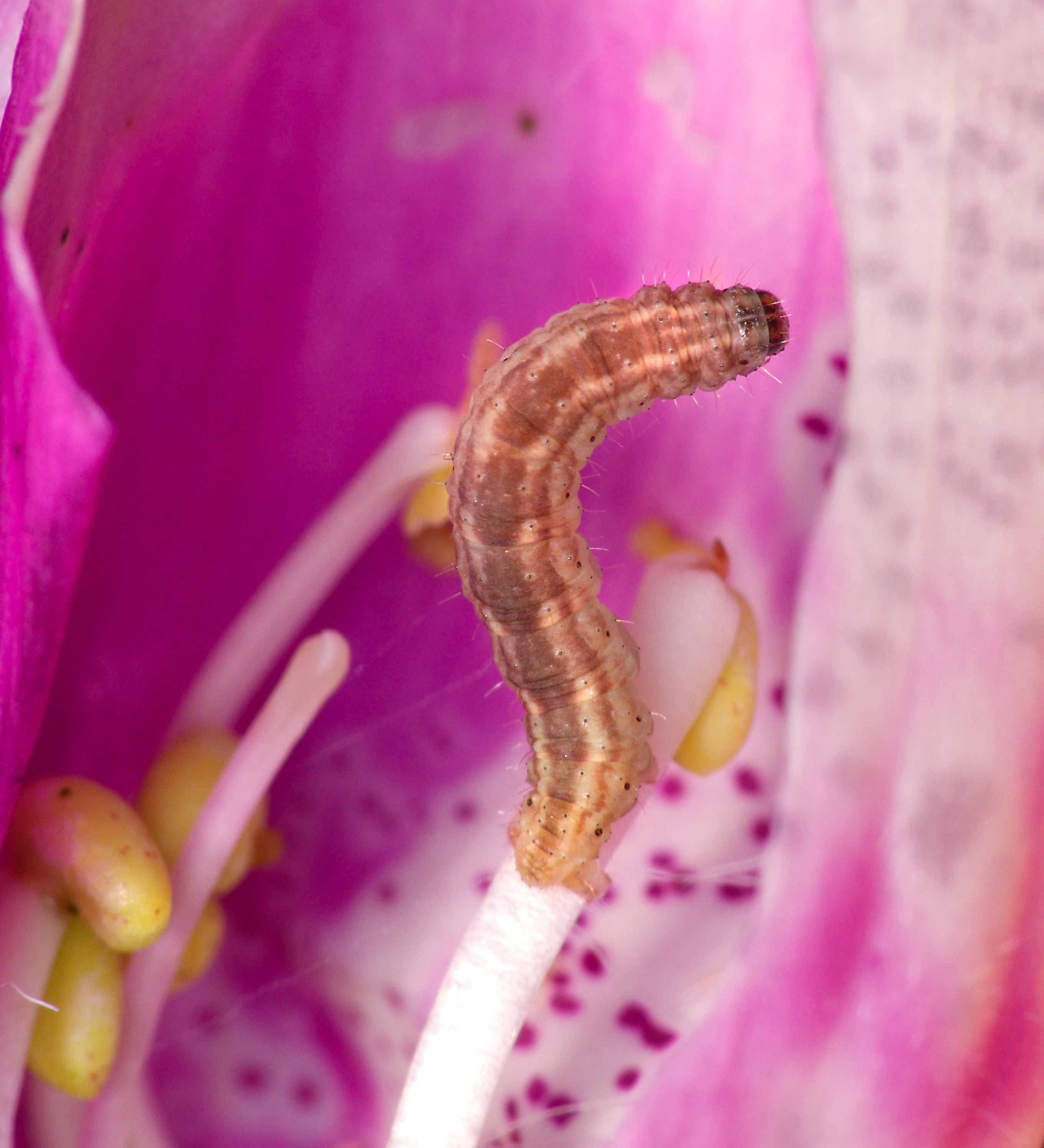
Raupe

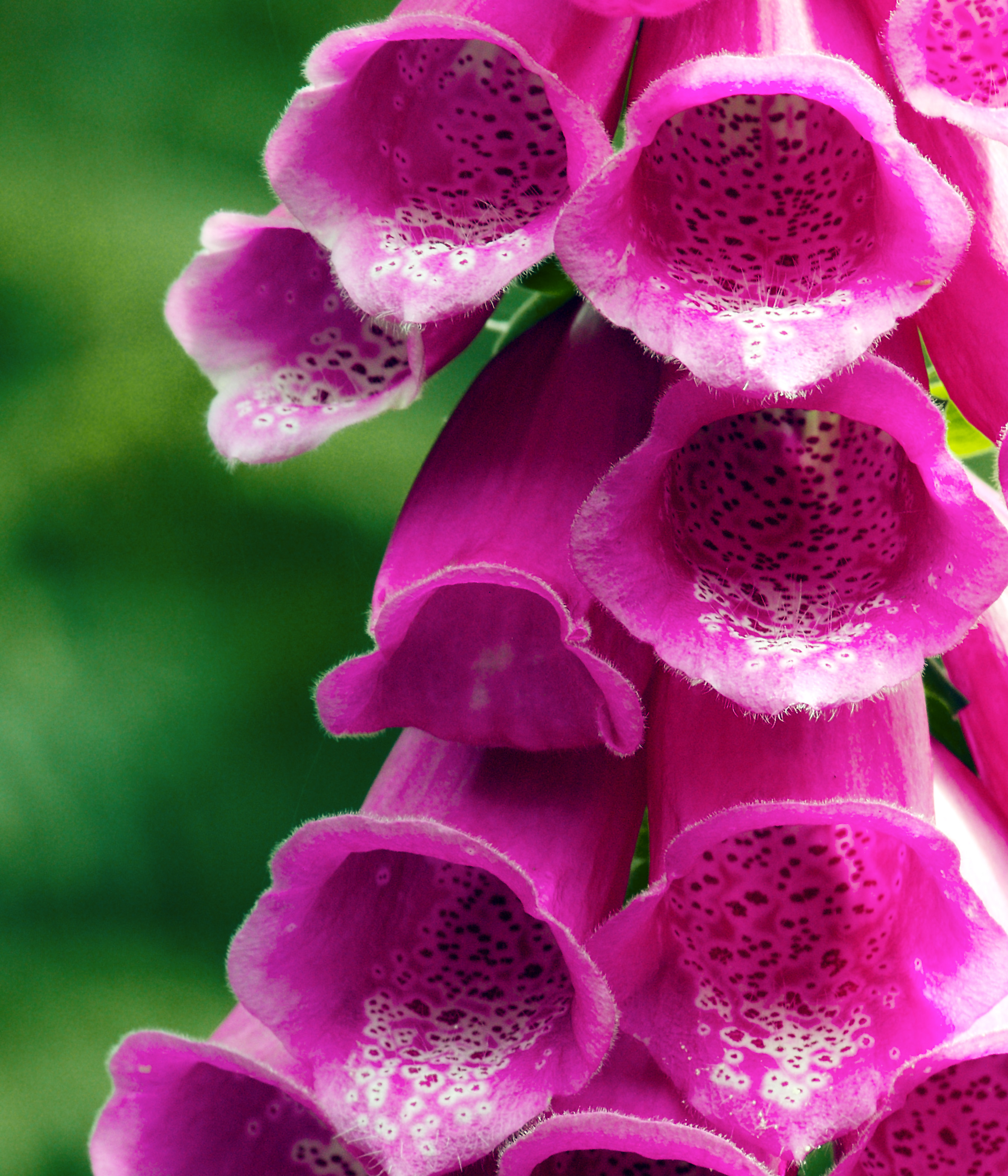
Verschlossene Rote Fingerhutblüte mit dahinter befindlicher Raupe
(Mitte links)

Der Rotfingerhut-Blütenspanner (Eupithecia pulchellata), auch einfach Fingerhut-Blütenspanner genannt, ist ein Schmetterling (Nachtfalter) aus der Familie der Spanner (Geometridae). Das Artepitheton basiert auf dem lateinischen Wort pulchellus mit der Bedeutung „sehr schön“ und bezieht sich auf die bunte Färbung der Falter.

## Merkmale

### Falter
Die Flügelspannweite der Falter beträgt 18 bis 24 Millimeter. Die Grundfarbe der Vorderflügel ist gelbrot und zeigt eine breite dunkelgraue bis dunkelbraune, hell eingefasste Mittelbinde, aus der sich ein schwarzer Mittelfleck kaum abhebt. Am Saum befinden sich dunkle Bereiche. Insgesamt wirken die Falter bunt. Die Hinterflügel sind geringfügig heller als die Vorderflügel, haben ein verdunkeltes Saumfeld und zeigen einen kleinen schwarzen Mittelfleck.

### Ei
Das Ei hat zunächst eine weißlich gelbe Farbe und nimmt später dottergelbe Tönungen an. Es hat eine ovale Form und zeigt in der Schalenskulptur vieleckige bis runde Vertiefungen.

### Raupe
Erwachsene Raupen sind glatt und dick. Sie sind entweder grünlich, bräunlich oder rötlich gefärbt und zeigen eine breite, fleckige dunkle Rückenlinie sowie schmale Nebenrückenlinien.

### Puppe
Die bräunliche Puppe fällt durch die grünlichen Flügelscheiden und die lange Rüsselscheide auf. Sie ist mit zwei kräftigen und sechs schwachen Hakenborsten am kegelförmigen Kremaster versehen.

### Ähnliche Arten
Der Leinkraut-Blütenspanner (Eupithecia linariata) sowie Eupithecia pyreneata haben beide eine geringere Flügelspannweite und schmalere Flügel. E. pyreneata zeigt außerdem meist ein insgesamt dunkleres Erscheinungsbild. Eine genitalmorphologische Untersuchung kann bei der Bestimmung der Arten hilfreich sein.

## Geographische Verbreitung und Vorkommen
Die Nominatform E. pulchellata pulchellata ist auf den Britischen Inseln beheimatet. In Mitteleuropa findet man die ssp. E. pulchellata intermedia. In den Pyrenäen steigt sie bis auf eine Höhe von 2400 Metern. Die Art bevorzugt warme Berghänge, Waldränder, Lichtungen und Gärten.

## Lebensweise
Die Falter sind überwiegend nachtaktiv und fliegen von Mai bis August. Sie erscheinen zuweilen häufig an künstlichen Lichtquellen. Die Weibchen legen die Eier einzeln an den Blüten oder den Blütenstielen der Futterpflanze ab. Die Raupen sind von Juni bis September anzutreffen. Sie ernähren sich von den Stempeln und Staubgefäßen innerhalb der Blüten des Roten Fingerhutes (Digitalis purpurea). Die Öffnung der Blüte wird meist mit einem leichten Gespinst versehen, das zusätzlich von innen verschlossen wird, sodass die Raupe vor Feinden gut geschützt ist. Obwohl die Raupen zuweilen sehr zahlreich auftreten, ergeben sie oftmals nur eine begrenzte Anzahl an Faltern, da sie vielfach von Parasiten befallen werden. Die Puppen überwintern.

## Gefährdung
In Deutschland wird der Rotfingerhut-Blütenspanner auf der Roten Liste gefährdeter Arten als „nicht gefährdet“ geführt.